# Sake Bombs and Happy Endings
Sake Bombs and Happy Endings – film DVD autorstwa Sum 41 wydany w 2003. Film przedstawia trasę koncertową promującą album Does This Look Infected?, został nagrany w Bay NK Hall w Tokio 17 maja 2003. Został zmasterowany za pomocą Dolby Digital 5.1. Zawiera teledyski do utworów "Still Waiting" i "Over My Head (Better Off Dead)".

## Spis utworów
1. (napisy początkowe)                           (2:28)
2. Mr. Amsterdam                               (3:09)
3. My Direction                                (2:07)
4. Hyper-Insomnia-Para-Condrioid               (2:32)
5. Fat Lip                                (3:02)
6. All Messed Up                               (2:54)
7. All She's Got                               (3:18)
8. Over My Head (Better Off Dead)            (2:58)
9. In Too Deep                              (3:20)
10. Machine Gun                                 (3:09)
11. No Brains                                   (4:53)
12. Heart Attack                                (3:10)
13. Nothing on My Back                          (4:10)
14. A.N.I.C.                                    (1:32)
15. The Hell Song                               (3:17)
16. Thanks for Nothing                          (3:26)
17. Grab the Devil                              (1:39)
18. Still Waiting                            (2:41)
19. Hooch                                       (3:38)
20. Motivation                                  (3:05)
21. Pain for Pleasure                           (3:16)
22. Rabies (materiał bonusowy)                     (1:00)
23. Satan (materiał bonusowy)                      (1:00)
24. Violence (materiał bonusowy)                   (1:00)
25. All Messed Up (video edit)                  (3:06)
26. Still Waiting (video edit)                  (3:50)
27. Over My Head (Better Off Dead) (video edit) (2:51)